# Casus belli

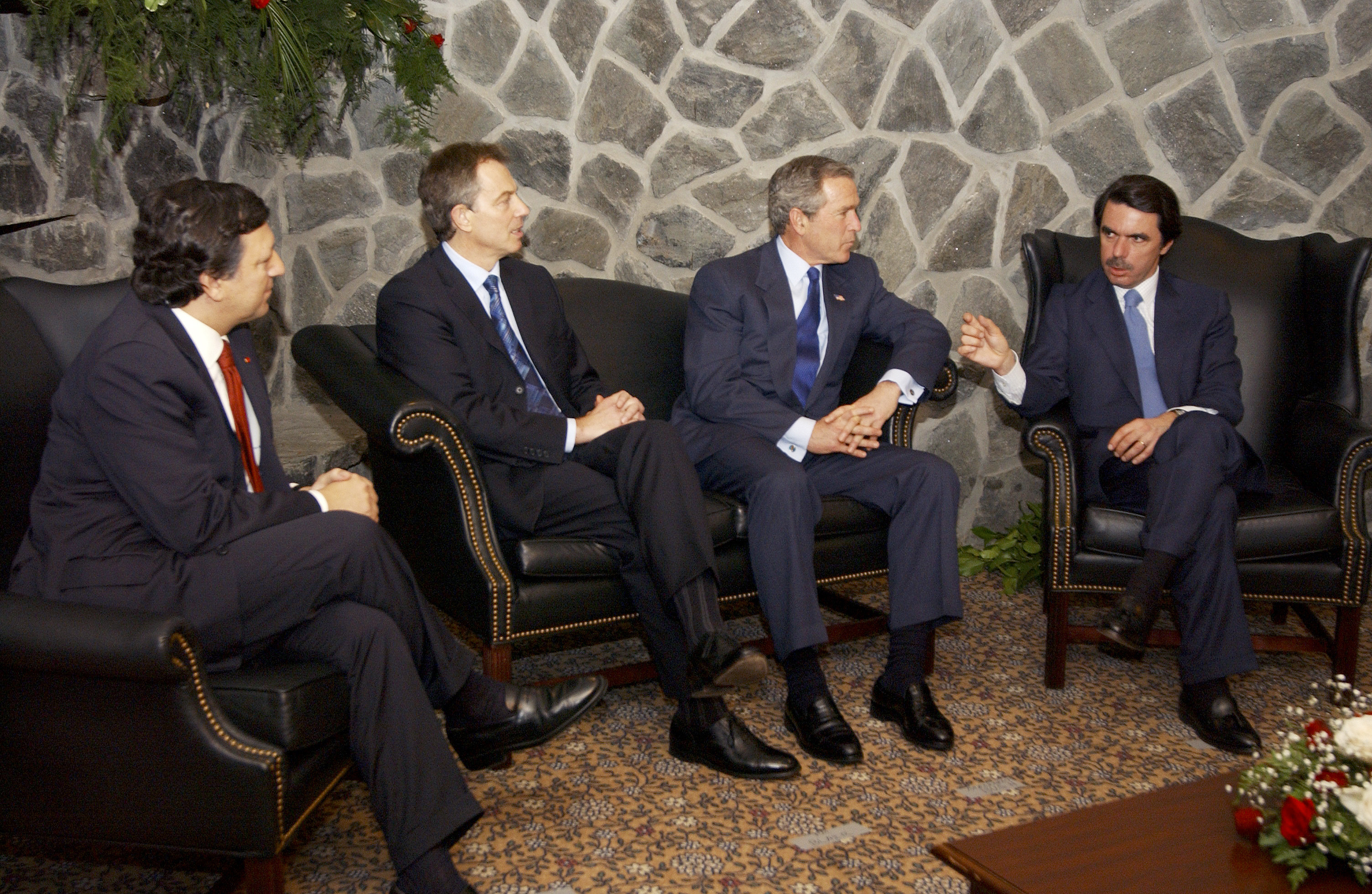
A la Cimera de les Açores es va esgrimir la presència d'armes de destrucció massiva a l'Iraq com a casus belli per iniciar l'Invasió de l'Iraq de 2003, unes armes que mai es van trobar.

Un casus belli, llatinada traduïble al català com a 'motiu de guerra', és un acte o un esdeveniment que provoca o s'utilitza per justificar una guerra. Un casus belli implica delictes o amenaces directes contra la nació que declara la guerra, mentre que un casus foederis implica delictes o amenaces contra el seu aliat, normalment vinculat per un pacte de defensa mútua. Tots dos poden ser considerats un acte de guerra. Una declaració de guerra normalment conté una descripció del casus belli que ha portat la part en qüestió a declarar la guerra a l'altra part.

## Terminologia
El terme casus belli va ser molt estès a Europa als segles XVII i XVIII a través dels escrits d'Hugo Grotius (1653), Cornelius van Bynkershoek (1707) i Jean-Jacques Burlamaqui (1732), entre d'altres, i a causa de l'auge de la doctrina política del jus ad bellum o "teoria de la guerra justa". El terme també s'utilitza de manera informal per referir-se a qualsevol "causa justa" que una nació pugui reclamar per entrar en un conflicte. S'utilitza de manera retrospectiva per descriure situacions que van sorgir abans que el terme entrés en gran ús, així com situacions actuals.
En articular formalment un casus belli, un govern normalment exposa les seves raons per anar a la guerra, els seus mitjans que preveu per anar a la guerra i els passos que altres podrien prendre per dissuadir-lo d'anar a la guerra. Intenta demostrar que va a la guerra només com a últim recurs i que té "una causa justa" per fer-ho. El dret internacional modern reconeix almenys tres justificacions legals per fer la guerra: defensa pròpia, defensa d'un aliat exigit pels termes d'un tractat i aprovació de les Nacions Unides.
Proschema (plural proschemata) és el terme grec equivalent, popularitzat per primera vegada per Tucídides a la seva Història de la guerra del Peloponès. Els proschemes són els motius indicats per fer la guerra, que poden ser o no els mateixos que els motius reals, que Tucídides va anomenar profasi (πρóφασις). Tucídides va argumentar que les tres raons reals principals per fer la guerra són la por raonable, l'honor i l'interès.

## Motius d'ús
Els països necessiten una justificació pública per atacar un altre país, tant per aconseguir el suport intern a la guerra com per obtenir el suport dels aliats potencials.
A l'era posterior a la Segona Guerra Mundial, la Carta de les Nacions Unides prohibeix als països signants participar en la guerra excepte: 1) com a mitjà per defensar-se —o un aliat quan les obligacions dels tractats ho requereixin— contra l'agressió; 2) llevat que l'ONU com a organisme hagi aprovat prèviament l'operació. L'ONU també es reserva el dret de demanar als països membres que intervinguin contra els països no signants que s'embarquen en guerres d'agressió.

## Categorització
Braumoeller (2019) va afirmar: "Per molt que sembli idiosincràtic el casus belli, generalment n'hi ha un... Els problemes que provoquen la majoria de les guerres encaixen bastant bé en un nombre bastant manejable de categories". Va resumir àmpliament qüestions clàssiques com el territori, la creació o dissolució de països, la defensa de la integritat dels països, la successió dinàstica i la defensa de correligionaris o connacionals. Va assenyalar que en el camp modern dels estudis sobre la pau i els conflictes, els estudiosos també acostumen a enumerar causes com ara "lluita pel poder, carreres armamentístiques i espirals de conflicte, ètnia i nacionalisme, tipus de règim polític intern i canvi de lideratge, interdependència econòmica i comerç, territori, escassetat induïda pel canvi climàtic, etc.
A The Causes of War (1972), l'historiador australià Geoffrey Blainey va esmentar causes generals com els errors de càlcul, així com causes específiques com "guerres per evitar morts i de boc expiatori", i va destacar la importància de factors mundans com el clima.
Theodore K. Rabb i Robert I. Rotberg van explorar les arrels dels grans conflictes com una barreja de factors a nivell internacional, nacional i individual a The Origin and Prevention of Major Wars (1989).
Kalevi Holsti va catalogar i categoritzar les guerres del 1648 al 1989 segons 24 categories de "qüestions que van generar guerres".

## Exemples històrics
En aquesta secció es descriuen alguns dels casos més famosos i/o controvertits de casus belli que s'han produït en els temps moderns.

### Guerra Civil Americana
Mentre que el conflicte a llarg termini entre els Estats del Nord i del Sud (principalment a causa de qüestions morals causades per l'esclavitud, així com les disparitats socioeconòmiques) va ser la causa de la Guerra Civil Americana, l'atac confederat a Fort Sumter (del 12 al 14 d'abril de 1861) va servir de casus belli per a la Unió. L'historiador David Herbert Donald (1996) va concloure que els "esforços repetits del president Abraham Lincoln per evitar la col·lisió en els mesos que van passar entre la inauguració i l'acomiadament a fort Sumter van mostrar que no va voler ser el primer a vessar sang fraternal. Però també va prometre que els forts no es rendirien. L'única resolució d'aquestes posicions contradictòries va ser que els confederats fessin el primer tret; van fer exactament això." El veterà confederat William Watson va opinar el 1887 que fins aquell moment, el secretari d'Estat dels Estats Units, William H. Seward, no havia estat capaç de trobar "una causa justa per declarar la guerra als Estats separats", però Sumter li va donar "el casus belli que havia buscat". Watson va lamentar com Jefferson Davis i altres líders confederats es vanagloriaven celebrant la victòria a Sumter, oblidant que fer el primer pas havia donat a la Confederació la reputació negativa internacionalment de ser l'agressor, i havia concedit a Seward la 'simpatia indivisa del nord'.

### Guerra hispanoamericana

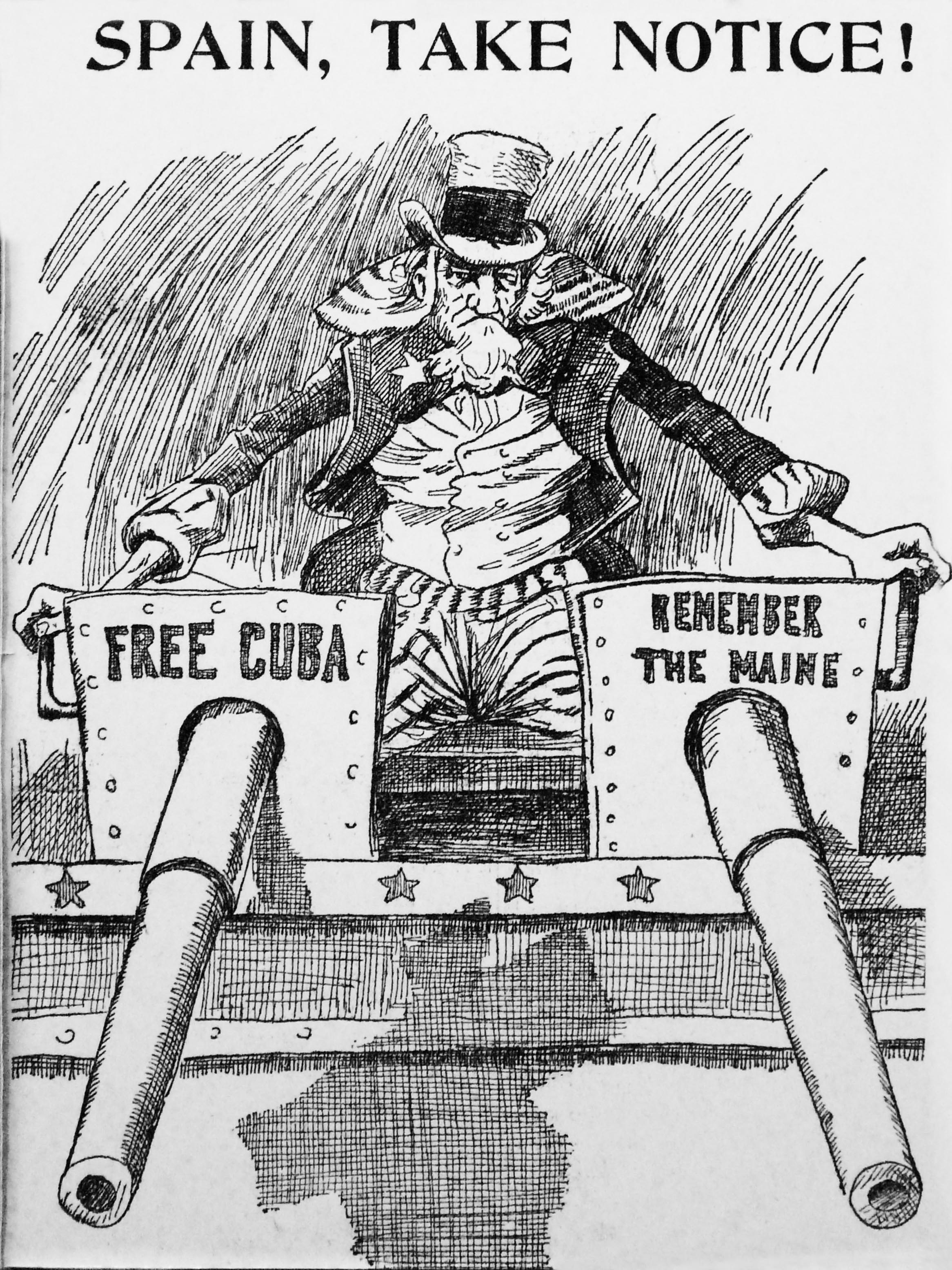
Caricatura de l'oncle Sam bel·ligerant posant Espanya a les notícies, cap al 1898

Tot i que la destrucció del Maine no va donar lloc a una declaració immediata de guerra amb Espanya, sí que va crear una atmosfera que va impedir una solució pacífica. La investigació espanyola va trobar que l'explosió s'havia produït per la combustió espontània dels búnquers de carbó, però el Tribunal d'Instrucció de la Junta de Sampson dels Estats Units va decidir que l'explosió havia estat provocada per una explosió externa d'un torpede. L'administració de McKinley no va citar l'explosió com un casus belli, però d'altres ja s'inclinaven a entrar en guerra amb Espanya per les atrocitats percebudes i la pèrdua de control a Cuba. Els defensors de la guerra van fer servir el crit de manifestació: "Recordeu el Maine! A l'infern amb Espanya!".

### Segona Guerra de l'Opi
Els europeus tenien accés als ports xinesos tal com es descriu en el Tractat de Nanking des de la Primera Guerra de l'Opi. França va utilitzar l'execució d' Auguste Chapdelaine com a casus belli per a la Segona Guerra de l'Opi. El 29 de febrer de 1856, Chapdelaine, un missioner francès, va ser assassinat a la província de Guangxi, que no estava oberta als estrangers. En resposta, les forces britàniques i franceses van prendre ràpidament el control de Guangzhou (Cantó).

### Primera Guerra Mundial
El casus belli d'Àustria-Hongria contra Sèrbia el juliol de 1914 es va basar en la negativa de Sèrbia a investigar la participació dels funcionaris del govern serbi en l'equipament, l'entrenament i el pagament dels assassins que van assassinar l'arxiduc Francesc Ferran d'Àustria a Sarajevo. El govern serbi va rebutjar la Démarche austríaca i Àustria-Hongria va declarar la guerra.
Per a Gran Bretanya, la causa directa de l'entrada a la guerra va ser la invasió i ocupació alemanyes de Bèlgica, violant la neutralitat belga que Gran Bretanya estava obligada per tractat a mantenir.
L'any 1917, l'Imperi Alemany va enviar el Telegrama Zimmermann a Mèxic, en el qual intentaven persuadir Mèxic d'unir-se a la guerra i lluitar contra els Estats Units, per la qual cosa serien recompensats Texas, Nou Mèxic i Arizona, tots antics territoris mexicans. Aquest telegrama va ser interceptat pels britànics, després retransmès als EUA, cosa que va fer que el president Woodrow Wilson l'utilitzés per convèncer el Congrés d'unir-se a la Primera Guerra Mundial juntament amb els aliats. El president mexicà d'aleshores, Venustiano Carranza, va fer que una comissió militar avalués la viabilitat, que va concloure que això no seria factible per diverses raons.

### Segona Guerra Mundial
En la seva autobiografia Mein Kampf, Adolf Hitler havia defensat als anys 1920 una política de Lebensraum ("espai vital") per al poble alemany, que en termes pràctics significava l'expansió territorial alemanya a l'Europa de l'Est.

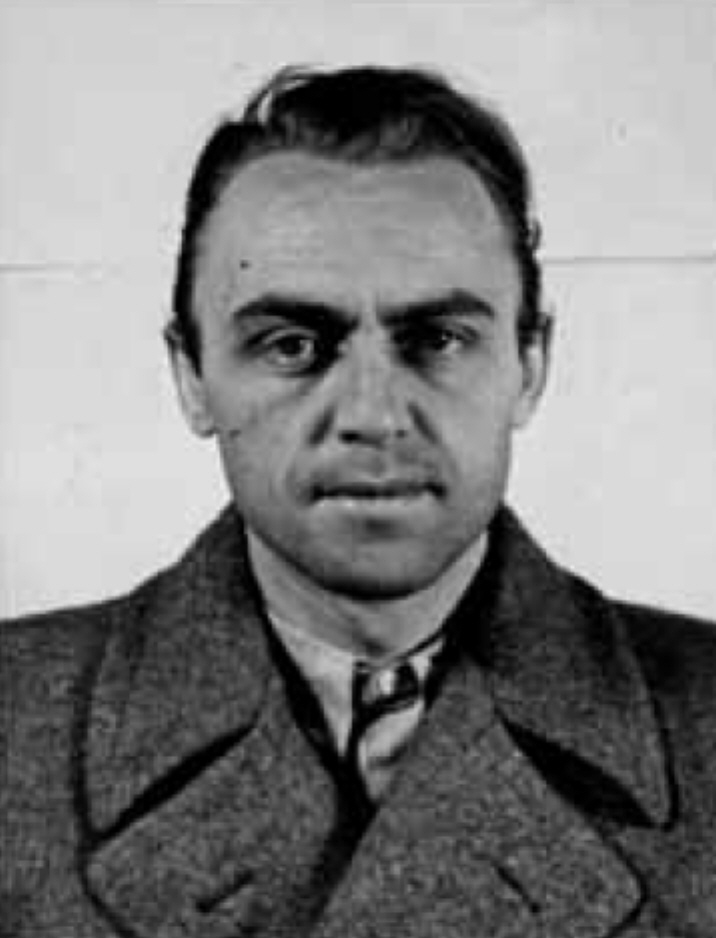
Alfred Naujocks, que va organitzar i dirigir l'incident de Gleiwitz per ordre de Heydrich

L'agost de 1939, per implementar la primera fase d'aquesta política, el govern nazi alemany sota el lideratge de Hitler va organitzar l'incident de Gleiwitz, que es va utilitzar com a casus belli per a la invasió de Polònia el setembre següent. Les forces nazis van utilitzar presoners dels camps de concentració que es feien passar per polonesos el 31 d'agost de 1939 per atacar l'emissora de ràdio alemanya Sender Gleiwitz a Gleiwitz, Alta Silèsia, Alemanya (des de 1945: Gliwice, Polònia) la vigília de la Segona Guerra Mundial. Els aliats de Polònia, el Regne Unit i França, van declarar posteriorment la guerra a Alemanya d'acord amb la seva aliança.
En 1941, actuant una vegada més d'acord amb la política de Lebensraum, l'Alemanya nazi va envair la Unió Soviètica, utilitzant el casus belli de la guerra preventiva per justificar l'acte d'agressió.

### Guerra del Vietnam
Molts historiadors han suggerit que el segon incident del golf de Tonkin va ser un pretext fabricat per a la guerra del Vietnam. Els oficials navals de Vietnam del Nord han declarat públicament que durant el segon incident l'USS Maddox les forces navals de Vietnam del Nord mai van disparar a USS Maddox. A la pel·lícula documental "The Fog of War", el llavors secretari de Defensa dels Estats Units, Robert McNamara, admet que l'atac durant el segon incident no va passar, tot i que diu que ell i el president Johnson van creure que ho havine fet en aquell moment.
El primer incident del golf de Tonkin (el 2 d'agost) no s'ha de confondre amb el segon incident del golf de Tonkin (4 d'agost). Els nord-vietnamites van afirmar que el 2 d'agost, el destructor nord-americà USS Maddox va ser colpejat per un torpede i que un dels avions nord-americans havia estat abatut a les aigües territorials nord-vietnamites. El Museu PAVN de Hanoi mostra "Part d'un vaixell torpeder... que va expulsar amb èxit l'USS Maddox el 2 d'agost de 1964".
El casus belli de la guerra del Vietnam va ser el segon incident. El 4 d'agost, l'USS Maddox va ser portat a la costa nord-vietnamita per "ensenyar la bandera" després del primer incident. Les autoritats nord-americanes van afirmar que dos vaixells vietnamites havien intentat atacar l'USS Maddox i van ser enfonsats. El govern del Vietnam del Nord va negar completament el segon incident. La negació va jugar favorablement en els esforços de propaganda del Vietnam del Nord durant la guerra i durant alguns anys després.

### Guerra àrab-israeliana de 1967
Un casus belli va tenir un paper destacat durant la Guerra dels Sis Dies de 1967. El govern israelià tenia una breu llista de casūs belli, actes que consideraria provocacions que justifiquen represàlies armades. El més important va ser un bloqueig de l'estret de Tiran que portava a Eilat, l'únic port d'Israel al mar Roig, a través del qual Israel va rebre gran part del seu petroli. Després de diversos incidents fronterers entre Israel i els aliats d'Egipte, Síria i Jordània, Egipte va expulsar les forces de pau de la UNEF de la península del Sinaí, va establir una presència militar a Sharm el-Sheikh i va anunciar un bloqueig de l'estret, fet que va fer que Israel esmenti el seu casus belli en Obrint hostilitats contra Egipte.

### Guerra Xina-Vietnam
Durant la guerra sinovietnamita de 1979, el líder de la Xina Deng Xiaoping va dir als Estats Units que el seu pla per lluitar contra els vietnamites era una venjança per l'enderrocament per part del Vietnam del règim dels Khmers Rojos de Cambodja, un aliat de la Xina. No obstant això, els nacionalistes xinesos han argumentat que el veritable casus belli va ser el mal tracte de Vietnam a la seva població ètnica xinesa, així com la sospita que Vietnam intentava consolidar Cambodja amb el suport soviètic.

### Invasió de l'Iraq del 2003

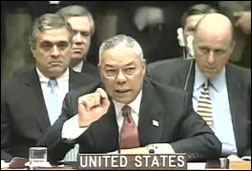
5 de febrer de 2003: el secretari d'Estat dels Estats Units, Colin Powell, sosté un model de vial d''àntrax durant la presentació al Consell de Seguretat de l'ONU.

Quan els Estats Units van envair l'Iraq el 2003, van citar l'incompliment per part de l'Iraq dels termes de l'acord d'alto el foc per a la Guerra del Golf de 1990-1991, així com la planificació de l'intent d'assassinat de l'expresident George HW Bush de 1993 i els trets contra les aeronaus de la coalició que feien complir les zones d'exclusió aèria com el seu casus belli oficial.
L'administració de George W. Bush va citar el programa d'armes de destrucció massiva (ADM) de Saddam Hussein. L'administració va afirmar que l'Iraq no s'havia conformat amb la seva obligació de desarmar en virtut de resolucions passades de l'ONU i que Saddam Hussein estava intentant activament adquirir una capacitat d'armes nuclears així com millorar un arsenal existent d'armes químiques i biològiques. El secretari d'Estat Colin Powell es va dirigir a una sessió plenària del Consell de Seguretat de les Nacions Unides el 5 de febrer de 2003 esmentant aquests motius com a justificació de l'acció militar. Les estimacions d'intel·ligència nacional (NIE) desclassificades des de llavors indiquen que qualsevol dada en aquest sentit podria haver estat exagerada en la justificació de la intervenció armada; l'abast, l'origen i la intenció d'aquestes exageracions no es poden determinar de manera concloent a partir del NIE.

### L'annexió de Crimea
Després de l'annexió de Crimea per part de la Federació de Rússia el 2014, el president rus Vladimir Putin va argumentar que Crimea i altres regions "no formaven part d'Ucraïna" després que fos conquerida al segle xviii. La població d'ètnia russa a Crimea i l'est d'Ucraïna ha estat vista com un casus belli per a l'annexió de Rússia. El Ministeri d'Afers Exteriors va afirmar que Ucraïna havia intentat apoderar-se dels edificis governamentals de Crimea, citant això com un casus belli.

### Invasió russa d'Ucraïna del 2022
Abans de la invasió russa d'Ucraïna el 2022, Rússia va reconèixer les repúbliques separatistes de Donetsk i Luhansk, i l'aliança entre elles es va ratificar als seus parlaments, creant així un casus belli útil. Rússia també va afirmar que grups neonazis estaven cometent un genocidi contra els qui parlaven rus a Ucraïna i que el govern ucraïnès era neonazi. Rússia també va dir que s'havia fet una operació de bandera falsa, segons la intel·ligència dels Estats Units, el Regne Unit i l'Ucraïna.